# Hołd Trzech Króli (obraz Albrechta Dürera)
Hołd Trzech Króli (niem. Anbetung der Könige) – obraz niemieckiego malarza i grafika, Albrechta Dürera.

## Historia obrazu
Obraz, namalowany na zlecenie Fryderyka III Mądrego do kaplicy zamkowej w Wittenberdze w Saksonii, powstał po pierwszej podróży artysty do Włoch. Prace nad obrazem zakończyły się w 1504 roku – taka data wraz z monogramem widnieje na kamieniu widocznym na pierwszym planie. W 1603 roku dzieło trafiło do cesarskich zbiorów w Wiedniu, a następnie w 1793 roku zostało wymienione na obraz Fra Bartolomea i trafiło do Galerii Uffizi (nr. inw. 1434).

## Tematyka obrazu
Obraz przedstawia moment hołdu Trzech Króli przed narodzonym Dzieciątkiem – scenę zaczerpniętą z Nowego Testamentu.
Styl obrazu ma wyraźny wpływ malarzy weneckich, głównie Andrei Mantegni, widoczny w wykorzystanej gamie barw – zimny jasny koloryt z połączeniem błękitu oraz w zastosowaniu perspektywy. Dürer wykorzystując styl weneckich mistrzów dodał charakterystyczny dla malarzy północnych, szczegółowy sposób przedstawiania detali widoczny głównie we fragmentach motywów roślinnych, zwierzęcych i drobnych przedmiotów. Bardzo dokładnie namalował owady o symbolicznej wymowie m.in. białe motyle (po lewej stronie) i jelonek rogacz (w prawym dolnym rogu) symbolizujące zbawienie człowieka i Mękę Pańską.
Scena hołdu rozgrywa się na tle antycznych ruin.